# علي محمود طه
علي محمود طه المهندس (1901- 1949 م) شاعر مصري من أبرز شعراء المدرسة الرومانسية العربية، مع كل من جبران خليل جبران، وعبد الوهاب البياتي، وبدر شاكر السيَّاب، وأمل دُنقل، وأحمد زكي أبو شادي.

## نشأته
هو من أعلام الشعر العربي المعاصر، الخواجات بالمنصورة وقد أطلق على الشارع الذي يقع فيه البيت اسم شارعنا الكبير، ولا يزال البيت على حاله حتى اليوم!
التحق بمدرسة الفنون التطبيقية في القاهرة ودرس فيها هندسة المباني وتخرج منها عام 1924م، تم تعيينه آخر الأمر وكيلا لدار الكتب ليتفرغ للشعر والإبداع وتوفي عام 1949م. وكان الأدب يستهويه على الرغم من ضعفه به في اللغة العربية استطاع أن يتلافاه بالحفظ والمتابعة والدراسة المتانية لقواعد اللغة العربية بمدة قياسية بسبب نباهته .

## أثر الطبيعة في شعره
أتيح له بعد صدور ديوانه الأول «الملاح التائه» عام 1934م فرصة قضاء الصيف في السياحة في أوروبا يستمتع بمباهج الرحلة في البحر ويصقل ذوقه الفني بما تقع عليه أشعاره كانت مثار إعجاب الشعراء.
علي محمود طه من أعلام مدرسة أبولو التي أرست أسس الرومانسية في الشعر العربي ويقول عنه أحمد حسن الزيات: «كان شابًّا منضور الطلعة، مسجور العاطفة، مسحور المخيلة، لا يبصر غير الجمال، ولا ينشد غير الحب، ولا يحسب الوجود إلا قصيدة من الغزل السماوي ينشدها الدهر ويرقص عليها الفلك».
كان التغني بالجمال أوضح في شعره من تصوير العواطف، وكان الذوق فيه أغلب من الثقافة. وكان انسجام الأنغام الموسيقية أظهر من اهتمامه بالتعبير. قال صلاح عبد الصبور في كتابه «على مشارف الخمسين»: قلت لأنور المعداوي: أريد أن أجلس إلى علي محمود طه. فقال لي أنور: إنه لا يأتي إلى هذا المقهى ولكنه يجلس في محل «جروبي» بميدان سليمان باشا. وذهبت إلى جروبي عدة مرات، واختلست النظر حتى رأيته.. هيئته ليست هيئة شاعر ولكنها هيئة عين من الأعيان. وخفت رهبة المكان فخرجت دون أن ألقاه، ولم يسعف الزمان.
يرى د. سمير سرحان ود. محمد عناني أن «المفتاح لشعر هذا الشاعر [علي طه] هو فكرة الفردية الرومانسية والحرية التي لا تتأتى بطبيعة الحال إلا بتوافر الموارد المادية التي تحرر الفرد من الحاجة ولا تشعره بضغوطها.. بحيث لم يستطع أن يرى سوى الجمال وأن يخصص قراءاته في الآداب الأوروبية للمشكلات الشعرية التي شغلت الرومانسية عن الإنسان والوجود والفن، وما يرتبط بذلك كله من إعمال للخيال الذي هو سلاح الرومانسية الماضي.. كان علي محمود طه أول من ثار على وحدة القافية ووحدة البحر، مؤكداً على الوحدة النفسية للقصيدة، فقد كان يسعى - كما يقول الدكتور محمد أبناء جيحسين هيكل في كتابه ثورة الأدب - أن تكون القصيدة بمثابة "فكرة أو صورة أو عاطفة يفيض بها القلب في صيغة متسقة من اللفظ تخاطب النفس وتصل إلى أعماقها من غير حاجة إلى كلفة ومشقة.. كان على محمود طه في شعره ينشد للإنسان ويسعى للسلم والحرية؛ رافعاً من قيمة الجمال كقيمة إنسانية عليا..».
لحِن وغنّى له الموسيقار محمد عبد الوهاب عددا من قصائده مثل الجندول، وكليوباتره، فلسطين. تأثر طه بشعراء الرمزية أمثال بودلير، ألفريد دي فيني، شيللي، وجون مانسفيلد.
وقد ترك أثرا كبيرا على الشعراء الذين جاؤوا بعده فقد كتب في جميع الأغراض التي شكلت ميداناً لغيره من الشعراء، كالغزل والرثاء والمدح والفلسفة والحكمة والتأمل. وتنوعت قوافيه وفنونه، لكن أكثر ما يشد القارئ هي تلك اللغة والصور الحسية التي يرسمها الشاعر في قصائده ناهيك عن تلك النزعة الرومانسية التي بدت غامرة في ديوانه الملاح التائه والذي كان صدى لرغبات له واهتماماتهم، فيقول:
معانى الكلمات:
- لجّة الليل: ظلام الليل.
- هينة: بطء.

في هذه القصيدة (الملاح التائه) تتبدى وحشة الشاعر وخوفه من المجهول ورغبته الشديدة في اغتنام الفرصة والفوز بملذات الحياة قبل فوات الأوان.
أما قصائده الوطنية فهي كثيرة تكشف عمق التصاقه بوطنه وحبه له. ولعل قصيدة (بعد مائة عام) التي قيلت في ذكرى مرور مائة عام على وفاة محمد علي الكبير ما يكشف عن شدة تعلقه بمصر وبرموزها.
يضم ديوان على محمود طه عدة مجموعات شعرية هي الملاح التائه، ليالي الملاح التائه، أفراح الوادي، أرواح وأشباح، زهر وخمر، الشوق العائد، هي وهو صفحات من حب شرق وغرب.

## أشهر أعماله
- الملاح التائه، عام 1934
- ميلاد الشاعر.
- الوحي الخالد.
- ليالي الملاح التائه (1940).
- أرواح وأشباح (1942).
- شرق وغرب (1943).
- زهر وخمر (1943).
- أغنية الرياح الأربع (1943).
- الشوق العائد (1945). وغيرها.
- طبع ديوانه كاملاً في بيروت.
- فلسطين

### رثائيات
- سيد درويش
- الملك فيصل الأول
- حافظ إبراهيم
- أحمد شوقي
- عدلي يكن
- أمين المعلوف - بقصيدة «قبر شاعر»

و لعل قصيدة الجندول التي غناها محمد عبد الوهاب وهي من أجمل القصائد في الشعر العربي الحديث بل أنها كانت السبب في شهرة الشاعر.
الجنـــــــدول
أين من عينيّ هاتيك المجالي ****** يا عروس البحر يا حلم الخيــــال
أين عشاقك سمّار الليالــــــي ****** أين من واديك يا مهد الجمــــــال
موكب الغيد وعيد الكرنفـــــال ****** وسري الجندول في عرض القـنال
بين كأس يتشهى الكـــــرم خمــــــــره
وحبيب يتمني الكـــــــأس ثغــــــــــره
التقـــت عينــي بــه أولّ مـــــــــــــــرّه
فعرفت الحــب مــن أولّ نظـــــــــــــــره
أين من عينيّ هاتيك ألمجالي ****** يا عروس البحر يا حلم الخيــــــــال
مرّ بي مستضحكا في قرب ساقي ****** يمزج الــــراح بأقــــداح رقـــــــاق
قد قصدنــاه علي غيـر اتفـــــاق ****** فنظرنــــا وابتسمنــا للتلاقــــــــــي
وهو يستهدي علي المفــــرق زهــــــــــره
ويسوى بيد الفتنــــــة شـــــــــــــــعره
حين مســت شــفتي أول قـــــــــــــــطره
خلتـه ذوّب فــــي كأســــي عــــــــــطره
أين من عيني هاتيك المجالـــي ****** يا عروس البحر يا حلم الخيـــــــــــال
ذهبي الشعر شرقي السمــــات ****** مــرح الأعطاف حلــــو اللفتـــــــــات
كلما قلت له خـذ قال هــــــات ****** يا حبيب الروح يا أنس الحيـــــــــــاة
أنا مــــن ضيع في الأوهـــــام عـــــــــمره
نســــي التاريخ أم أنســــي ذكــــــــــره
غير يوم لـــم يعـــد يذكـــــر غيــــــــره
يوم أنّ قابلتـــــــــه أولّ مـــــــــــــــــرّه
أين من عينيّ هاتيك المجالــي ****** يا عروس البحر يا حلم الخيـــــــــــال
قال من أين وأصغـــي ورنــــا ****** قلت مـن مصـــر غريــب ههنـــــــــــا
قال إن كنت غريبــــا فأنـــــا ****** لم تكـن فينيسيــــا لـيّ موطنــــــــــــا
أين منــــي الآن أحلام البحيـــــــــــــرة
وسمــاءُُُُُ كســـــت الشطـــــــآن نــــــضرة
منزلـــي منهــا علــي قمــة صخــــــــرة
ذات عين مــن معـــين المــــــــاء ثـــــــّره
أين من عينيّ هاتيك المجالــي ****** يا عروس البحر يا حلم الخيــــــــــال
قلت والنشوة تسري في لسانـي ****** هاجت الذكري فأين الهرمـــــــــــــان
أين وادي السحر صداح المغانــي ****** أين مـــــاء النيــل أين الضفتـــــــــــان
آه لو كنـــــت معــــي نختـــال عبـــــــره
بشــــــراع تسبـــــح الأنجـــــــم إثـــــره
حيث يــــروي المـــــوج في أرخـــم نبـــــره
حاـــم ليــــل مـن ليــــالي كليوباتـــــــــره
أين من عينيّ هاتيك المجالـــي ****** يا عروس البحر يا حلم الخيـــــــــــال
أيها الملاح قـف بين الجســـــور ****** فتنــة الدنيـــــا وأحلام الدهــــــــــــور
صفـق المــوج لولدان وحــــــــور ****** يغرقــون الليــل فــي ينبـــوع نـــــــــور
مــا تــري الأغيــــد وضـــــاء الأســـــــره
دق ّ بالســـــــاق وقــــد أسلــــم صــــــدره
لمحـــــب لـــف بالســــاعد خــــــــــصره
ليــــت هـــــذا الليـــــل لا يطلــع فجــــره
أين من عينيّ هاتيك المجالـــي ****** يا عروس البحر يا حلم الخيـــــــــــــــال
رقـص الجندول كالنجــم الوضيّ ****** فاشــدُ يامـــلاّح بالصـــوت الشجـــــــــــي
وترنـًّم بالنشيــــد الوثنـــــــي ****** هــــذه الليلـــــة حلـــــــم العبقـــــــــــري
شاعـت الفرحــة فيهــــا والمســـــــــــــرّه
وجــلا الحـــــبٌّ علــي العشاق ســـــــرّه
يمنــةً مِـل ْ بــــي علــــي المـــــاء ويســره
إن للجـــــندول تحــــــت الليــل سحــــره
أين يا فينسيا هاتيك المجالــي ****** أين عشـــــــاقك سمّـــــــار الليـــــــــالي
أين من عينيّ يا مهد الجمــــال ****** موكــب الغــــيد وعيــــد الكرنفــــــــــال
يا عروس البحر يا حلم الخيــــــــــــــال

## كتب عنه
- كتاب أنور المعداوي «علي محمود طه: الشاعر والإنسان».
- كتاب "للسيد تقي الدين" علي محمود طه، حياته وشعره".
- كتاب "محمد رضوان" الملاح التائه علي طه ".

## وفاته
كان قضاء الله أسبق على علي محمود طه فما كاد يفرغ نفسه للشعر حتى عاجله القدر، فقد مات علي محمود طه في 17 نوفمبر سنة 1949 إثر مرض قصير «شلل نصفي مفاجئ» لم يمهله كثيراً وهو في قمة عطائه وقمة شبابه، ودفن بمسقط رأسه بمدينة المنصورة مدينة العباقرة، ورغم افتتانه الشديد بالمرأَة وقصائده حولها إلا أنه لم يتزوج فرحل عن الدنيا وهو في الثامنة والأربعين!